# Communauté de communes Isle-Loue-Auvézère en Périgord
Die Communauté de communes Isle-Loue-Auvézère en Périgord ist ein französischer Gemeindeverband mit der Rechtsform einer Communauté de communes im Département Dordogne in der Region Nouvelle-Aquitaine. Sie wurde am 12. Dezember 2000 gegründet und umfasst 28 Gemeinden. Der Verwaltungssitz befindet sich im Ort Savignac-Lédrier.

## Historische Entwicklung
Der bereits im Jahr 2000 gegründete Gemeindeverband hieß zuletzt Communauté de communes du Pays de Lanouaille und änderte mit Wirkung vom 1. Juli 2017 seinen Namen auf die aktuelle Bezeichnung.

## Mitgliedsgemeinden
| Gemeinde                                              | Einwohner 1. Januar 2022 | Fläche km² | Dichte Einw./km² | Code INSEE | Postleitzahl |
| ----------------------------------------------------- | ------------------------ | ---------- | ---------------- | ---------- | ------------ |
| Angoisse                                              | 595                      | 23,13      | 26               | 24008      | 24270        |
| Anlhiac                                               | 266                      | 11,86      | 22               | 24009      | 24160        |
| Brouchaud                                             | 217                      | 11,94      | 18               | 24066      | 24210        |
| Cherveix-Cubas                                        | 555                      | 14,96      | 37               | 24120      | 24390        |
| Clermont-d’Excideuil                                  | 248                      | 9,99       | 25               | 24124      | 24160        |
| Coulaures                                             | 758                      | 28,87      | 26               | 24137      | 24420        |
| Cubjac-Auvézère-Val d’Ans                             | 1.116                    | 39,56      | 28               | 24147      | 24640        |
| Dussac                                                | 426                      | 20,26      | 21               | 24158      | 24270        |
| Excideuil                                             | 1.195                    | 5,02       | 238              | 24164      | 24160        |
| Génis                                                 | 508                      | 25,92      | 20               | 24196      | 24160        |
| Lanouaille                                            | 938                      | 23,78      | 39               | 24227      | 24270        |
| Mayac                                                 | 322                      | 11,28      | 29               | 24262      | 24420        |
| Payzac                                                | 977                      | 47,72      | 20               | 24320      | 24270        |
| Preyssac-d’Excideuil                                  | 147                      | 3,38       | 43               | 24339      | 24160        |
| Saint-Cyr-les-Champagnes                              | 302                      | 15,81      | 19               | 24397      | 24270        |
| Saint-Germain-des-Prés                                | 482                      | 19,01      | 25               | 24417      | 24160        |
| Saint-Jory-las-Bloux                                  | 239                      | 16,94      | 14               | 24429      | 24160        |
| Saint-Martial-d’Albarède                              | 485                      | 10,28      | 47               | 24448      | 24160        |
| Saint-Médard-d’Excideuil                              | 545                      | 18,35      | 30               | 24463      | 24160        |
| Saint-Mesmin                                          | 334                      | 29,58      | 11               | 24464      | 24270        |
| Saint-Pantaly-d’Excideuil                             | 160                      | 8,46       | 19               | 24476      | 24160        |
| Saint-Raphaël                                         | 94                       | 7,13       | 13               | 24493      | 24160        |
| Saint-Sulpice-d’Excideuil                             | 368                      | 19,72      | 19               | 24505      | 24800        |
| Saint-Vincent-sur-l’Isle                              | 309                      | 9,98       | 31               | 24513      | 24420        |
| Salagnac                                              | 717                      | 9,08       | 79               | 24515      | 24160        |
| Sarlande                                              | 423                      | 34,74      | 12               | 24519      | 24270        |
| Sarrazac                                              | 364                      | 29,89      | 12               | 24522      | 24800        |
| Savignac-Lédrier                                      | 715                      | 26,90      | 27               | 24526      | 24270        |
| Communauté de communes Isle-Loue-Auvézère en Périgord | 13.805                   | 533,54     | 26               | –          | –            |